# قطعنامه ۸۹۸ شورای امنیت
قطعنامه ۸۹۸ شورای امنیت سازمان ملل متحد که در تاریخ ۲۳ فوریه ۱۹۹۴ تصویب شد، سندی بین‌المللی دربارهٔ موزامبیک است. این قطعنامه طی نشست ۳۳۳۸ام با ۱۵ رای موافق، ۰ مخالف و ۰ ممتنع تصویب شد.